# アラブの茶文化
アラブの茶文化（アラブのちゃぶんか）では、アラブ世界やアラブ人の間で飲用される茶、また茶の飲用にまつわる文化について説明する。
アラブ式の茶は、アラブ世界とディアスポラアラブの間で人気がある。茶はアラブの文化と社会において重要な地位を占めるものである。何世紀にもわたって、客人や商売相手に対し、会合や社会的な催しの場で饗されてきた。喫茶文化はアラブの伝統の強力な一部であり、温かい茶は数百年にわたって家族と友人を一つにまとめてきた。茶は食前、食後、時に食中に供される。アラブ式の茶は、礼儀正しく客人を歓待する作法であるだけでなく、健康的な飲み物だと考えられており、集まり、パーティー、祝い事に資するものである。
様々なアラブ式の茶はそれぞれ独自の特性を持つ。あるものは健康に益があり、他のものは甘い香りか強い芳香で心を鎮め心地よくする。しばしば非常に甘く凍るほど冷たい西洋の茶と違い、アラブ式の茶は熱いまま新鮮なハーブと一緒に供される。アラブ圏で飲まれる茶は、西洋の人々が飲むものとはだいぶ違う。

## アラブ社会と茶
茶はアラブ圏の非常に重要な飲み物で、普通朝食、昼食、夕食に出て来る。アラブ人にとり、茶は客に振る舞われる、歓待を示す飲み物である。またアラブ人にとって、デーツとともに茶を飲むことは一般的である。その人気の理由のひとつに、茶がアラブ圏における歓待とビジネスマナー上の飲み物であるという、茶の社会的側面がある。公然と茶を断ることは無礼だと受け取られることもある。商売上の面談において必須の要素であり、ほとんどの会合で供される。

## ヴァリエーション
アラブ式の茶にはさまざまなタイプがある。

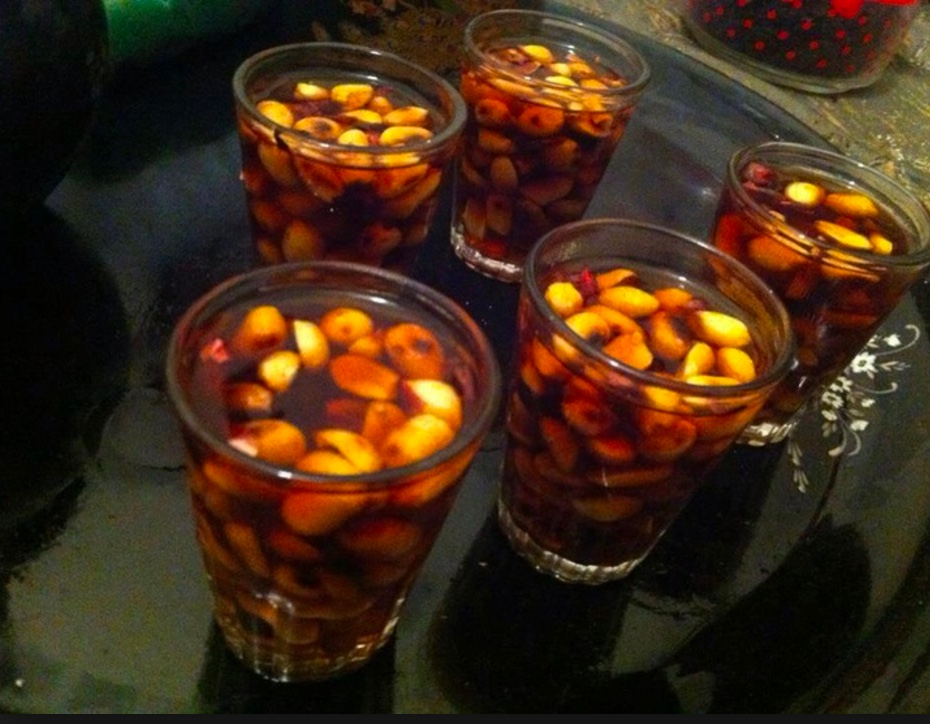
リビアの、ピーナッツ入りのアラブ式紅茶

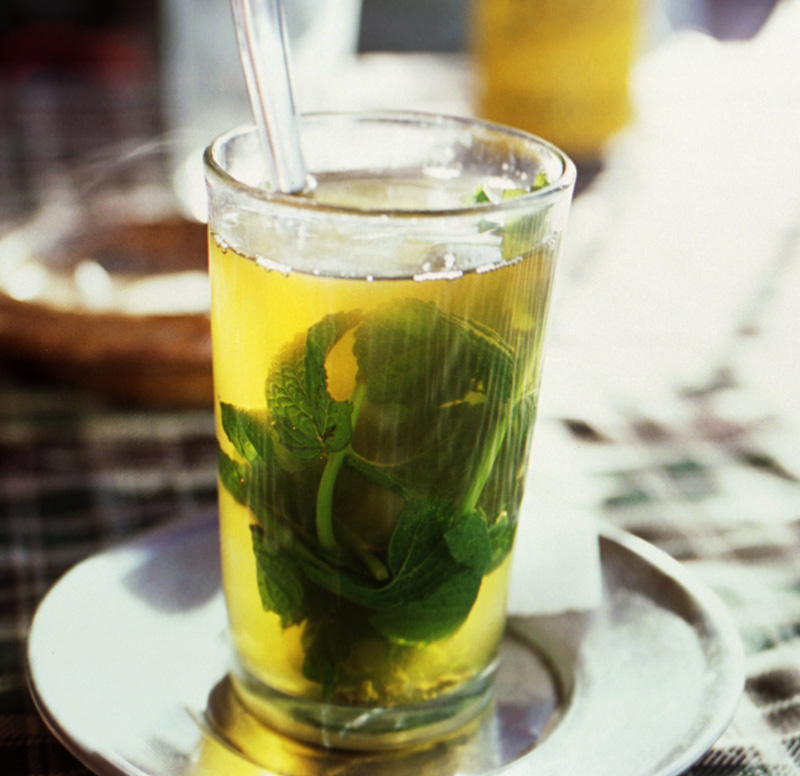
モロッコにてマグリブ式ミント緑茶

- セージ（マラミーヤ）茶は、食後に供されるのが典型的であり、消化を助け、腹中のガスを除き胸やけを防ぐ。その香りは大変素晴らしく、茶葉を用いずに淹れられる、完全な天然かつノンカフェインの飲み物である。甘くする為に、若干の蜂蜜か砂糖を入れる。いたるところで饗されている茶ではあるが、自家製の乾燥セージを使うのが最も良いと言われている[7]。
- カモミール（バーヌーナジ）茶は乾かしたカモミールの花で淹れられ、多くの健康効果で知られる。ストレスや不安を減らし、痛みや不快感を軽減し、不眠症を改善する[8]。
- アニス（ヤーンスーン）茶は何百年にも渡りよく知られてきた。この茶はリフレッシュ効果がある[9]。
- タイム（ザアタル）茶は記憶を改善し、胃を綺麗にしてくれる。抗酸化物質が豊富で、老化を内側から防ぐにも有益である[10]。
- カルダモン（ハール）茶はその濃厚な芳香により、アラブ世界で極めて一般的である。時にカルダモンはコーヒーに混ぜられる。歴史的に消化と唾液の分泌を助けることで知られ、食前に酵素の分泌を促すために飲まれる。世界で最も高価なスパイスのひとつではあるが、カルダモンはいまだに多くがアラブ人の顧客のために手で収穫されている。日本のアラブレストランで出されているモロッコミントティー(アランダルース、江古田)。

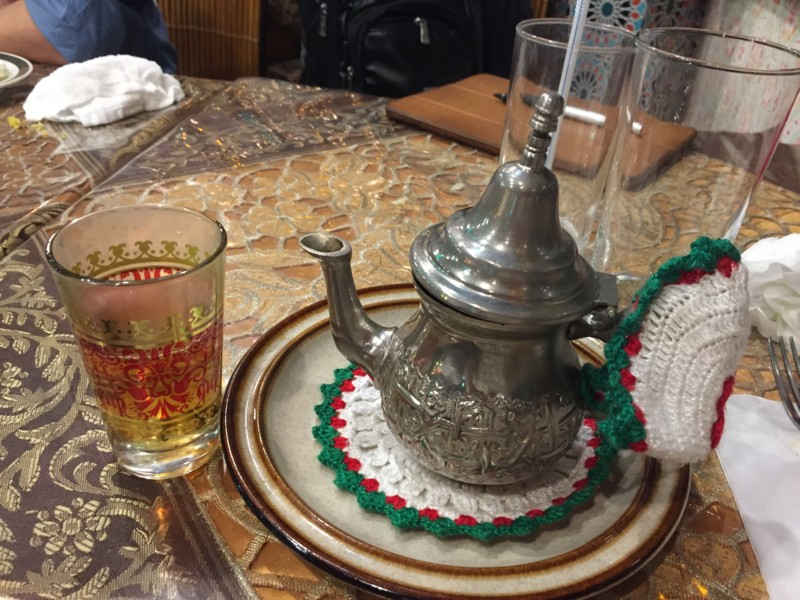
日本のアラブレストランで出されているモロッコミントティー(アランダルース、江古田)。

- マグリブ式ミント緑茶（マグリブ方言でターイ）はモロッコ式ミントティーとしても知られる、スペアミントと砂糖と淹れる緑茶であり、マグリブ地方（リビアからモロッコ、モーリタニアまで）伝統のものである。元々はイギリス人貿易商により作られ、アフリカ中、フランス、そして隣り合う国に広がり人気を得た。ミントとその活力で知られ、新鮮なミントは食後に口中を清めるのを助ける。またゆっくりする日に最高である[11][12]。

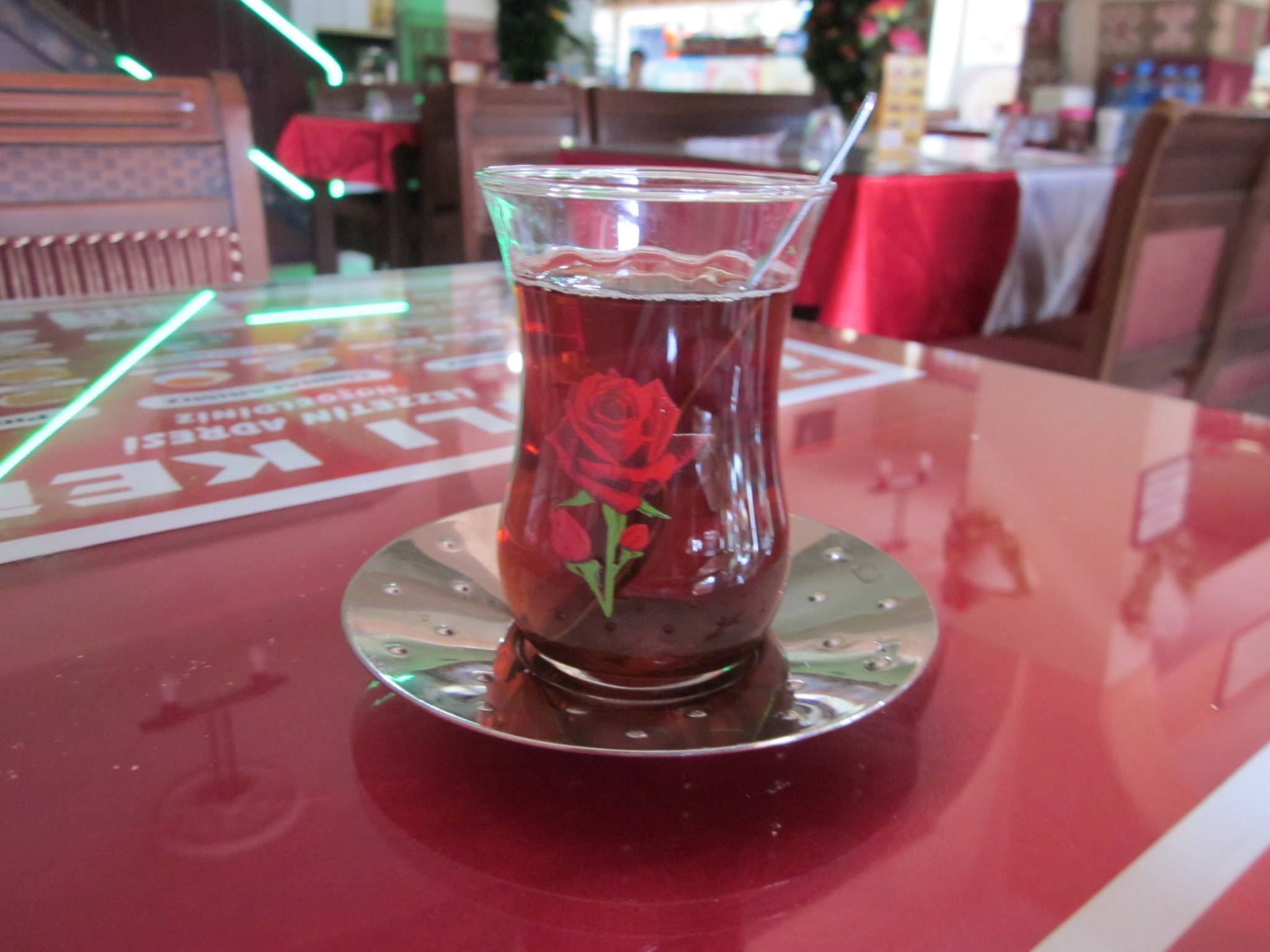
紅茶（チュニジアにて）

- 紅茶（チュニジアにて）ミント（ナアナア）茶はその医学的効用で知られ、寒さ、喉の痛み、蓄膿症、胃潰瘍を取り除くために広く使われている。豊富な抗酸化物質とビタミンで、ペパーミントは免疫と健康を強化するのを助ける。季節的なアレルギーに対しても、ミントの中から見つかった抗炎症物質であるローズマリー酸から作られた茶を一杯飲んで直すこともある。
- 紅茶（シャーイ）は最も一般的である。時に消化系の不快感に対して用いられ、鎮静効果がある。肉体的なものか精神的なものかは議論の余地があるが、いずれアラブ人に対しては働くようである。ストレートの紅茶はアラブ人の間でとても人気がある。実際コーヒーはカフェイン量でいうと紅茶の次であり、紅茶は飲んだ人に長く続くエネルギーを与えることができる。紅茶は解毒作用を助け、少しレモンを入れれば、減量と食欲抑制に役立つ[13]。
- ハイビスカス（カルカデ）茶は冬は熱く、夏は冷たくして飲まれる。多量のビタミンⅭを含む。
- シナモン（クルファ）茶、またはクウェートティーはシナモンスティックと砂糖と一緒に煮込んで作られる。シナモン茶は多くの健康効果があり、抗微生物作用や糖尿病治療、心臓病や結腸疾患予防に効き、また多くの抗酸化物質を含む。

## 淹れ方
アラブ世界の茶は普通強く濃い色のブレンドであり、アラブ圏外のいわゆる「ブレークファストティー」に似ている。しばしば砂糖と共に淹れられ、細長いグラスにて供される。ミントやカルダモン、または少量のミルクと共に淹れることもある。イエメンでは、紅茶は水と乳で淹れられる。